# Jour ouvré
Un jour ouvré est un jour considéré comme habituellement travaillé par la législation.
En France, la semaine comporte ainsi cinq jours ouvrés en vertu du Code du travail : lundi, mardi, mercredi, jeudi et vendredi. De fait, une semaine compte donc cinq jours ouvrés  — hors jour férié — et deux jours non ouvrés (le samedi et le dimanche), le samedi étant toutefois considéré comme un jour ouvrable.
Ces notions sont le plus souvent utilisées dans le cadre du travail afin de distinguer les jours où les salariés travaillent et sont à la disposition des entreprises et ceux durant lesquels ils peuvent vaquer à leurs activités personnelles et familiales. Les entreprises sont généralement ouvertes et fonctionnent et/ou produisent durant les jours ouvrés. Cependant, selon les possibilités qu'offrent le droit du travail, et selon les nécessités liées à leur production ou pour les besoins liés à leur clientèle, certaines entreprises peuvent fonctionner sur une période plus élargie que les cinq jours ouvrés. Des dispositions spécifiques sont alors prises vis-à-vis des salariés en matière de récupération horaire ou financière, le plus souvent établies dans des Conventions collectives de branche signées entre les représentants des employeurs et des salariés.

## Traduction en gestion de la paie des salariés (droit français)
Il s'agit de cinq jours par semaine normalement travaillés (généralement du lundi au vendredi) en opposition à deux jours de repos (généralement le samedi et le dimanche).  
Il faut distinguer les jours ouvrés (cinq jours par semaine) des jours ouvrables (généralement six jours par semaine) et des jours calendaires (sept jours par semaine). 
Les jours ouvrés peuvent être amenés à varier en fonction des jours de repos des salariés d'une entité et ne pas obligatoirement être du lundi au vendredi. Par exemple, un salarié ayant ses jours de repos le lundi et le mardi et travaillant le samedi et le dimanche aura des jours ouvrés du mercredi au dimanche. Les jours ouvrés peuvent même changer d'une semaine à l'autre si les jours de repos ne sont pas fixes (exemples : services de sécurité, hôpitaux, etc.). 
La notion de jours ouvrés permet de valoriser les absences des salariés et notamment l'acquisition et le décompte des congés payés. La majorité des salariés travaillant cinq jours par semaine, le décompte des congés payés en jours ouvrés est plus simple que celui donné par le code du travail se basant sur les jours ouvrables.